# Cantón de Mazamet-Noreste
El cantón de Mazamet-Noreste era una división administrativa francesa, que estaba situada en el departamento de Tarn y la región de Mediodía-Pirineos.

## Composición
El cantón estaba formado por seis comunas, más una fracción de la comuna que le daba su nombre:
- Boissezon
- Le Rialet
- Le Vintrou
- Mazamet (fracción)
- Payrin-Augmontel
- Pont-de-Larn
- Saint-Salvy-de-la-Balme

## Supresión del cantón de Mazamet-Noreste
En aplicación del Decreto n.º 2014-170 de 17 de febrero de 2014, el cantón de Mazamet-Noreste fue suprimido el 22 de marzo de 2015 y sus 7 comunas pasaron a formar parte; tres del nuevo cantón de Mazamet-2 Valle del Thoré, dos del nuevo cantón de Mazamet-1, una del nuevo cantón de Castres-2 y la fracción de la comuna que le daba su nombre se unió con la otra fracción para que, por medio de una reestructuración cantonal, fueran creados los nuevos cantones de Mazamet-1 y Mazamet-2 Valle del Thoré.